# Anthony Ray Parker
Anthony Ray Parker (Saginaw, 13 maggio 1958) è un attore statunitense.

## Filmografia parziale

### Cinema
- Sospesi nel tempo (The Frighteners), regia di Peter Jackson (1996)
- Matrix (The Matrix), regia di Andy e Larry Wachowski (1999)
- Presa mortale (The Marine), regia di John Bonito (2006)
- TKO, regia di Declan Mulvey (2007)
- Boy s tenyu II. Revansh, regia di Anton Megerdichev (2007)

### Televisione
- Hercules (Hercules: The Legendary Journeys) - 3 episodi (1995-1996)
- Xena - Principessa guerriera (Xena: Warrior Princess) - 4 episodi (1996-2000)
- Inferno di fuoco (Superfire) - film TV (2002)
- The Resolve - 5 episodi (2010-2011)
- Spartacus - 5 episodi (2013)
- Euphoria - 1 episodio (2019)

## Doppiatori italiani
Nelle versioni in italiano delle opere in cui ha recitato, Anthony Ray Parker è stato doppiato da:
- Stefano Mondini in Matrix
- Enrico Di Troia in Eddie e la gara di cucina
- Pietro Ubaldi in Presa mortale